# Косва
Косва (на руски: Косьва) е река в Свердловска област и Пермски край на Русия, ляв приток на Кама (ляв приток на Волга). Дължина 283 km. Площ на водосборния басейн 6300 km².
Река Косва води началото си от южното подножие на масива Косвински Камен (част от Среден Урал), на 618 m н.в., в западната част на Свердловска област. По-голямата част от горното течение на реката преминава по територията на Свердловска област, като в този участък Косва е типична планинска река – с тясна и дълбока долина със стръмни берегове, а течението ѝ е съпроводено от бързеи и прагове. След това тече по западните предпланински части на Урал, където долината ѝ се разширява и изплитнява. След изтичането си от Широковското водохранилище течението на Косва се успокоява, ширината на коритото ѝ става 80 – 90 m, а в долното течение 130 – 140 m. Влива се отляво в река Кама (в Косвинския залив на Камското водохранилище), при нейния 807 km, на 104 m н.в., на 12 km северозападно от село Никулино, в централната част на Пермски край. Основни притоци: леви – Вилва (94 km); десни Типил (68 km), Няр (50 km), Пожва (54 km). Има смесено подхранване с преобладаване на дъждовното. Среден годишен отток на 11 km от устието около 90 m³/s. Заледява се през ноември, а се размразява през 2-рата половина на април или началото на май. В средното ѝ течение, преди напускането на полупланинските райони е изградено Широковското водохранилище, което осигурява промишлена вода за големия Кизеловски въглищен басейн разположен във водосборната област на реката. По течението ѝ са разположени сравнително малко населени места, в т.ч. град Губаха и селището от градски тип Широковски по средното ѝ течение.